# John Hancock Tower
La John Hancock Tower és un gratacel situat a Boston (Massachusetts, al nord-est dels Estats Units). Va ser construïda el 1976 sobre els plànols dels arquitectes Ieoh Ming Pei i Henry N. Cobb. La torre acull els despatxos de la companyia John Hancock Insurance. Amb els seus 241 metres d'altitud i 60 pisos, és l'edifici més alt de Boston.